# SZK Szamtredia
Az SZK Szamtredia (grúzul: საფეხბურთო კლუბი სამტრედია, magyar átírásban: Szapehburto Klubi Szamtredia) egy grúz labdarúgócsapat Szamtredia városából.

## Névváltozások
- 1936–1991: Szanavardo Szamtregyia
- 1991–1992: SZK Szamtredia
- 1992–1993: Lokomotivi Szamtredia
- 1993–1997: SZK Szamtredia
- 1997–1998: Juba Szamtredia
- 1998–2001: Iberia Szamtredia
- 2001–2002: Lokomotivi Szamtredia
- 2002–2004: SZK Szamtredia
- 2004–2006: Lokomotivi Szamtredia

2006 óta jelenlegi nevén szerepel.

## Külső hivatkozások
- Az SZK Szamtredia adatlapja az UEFA oldalán (angolul)